# Joachim Walther
Joachim Walther (* 6. Oktober 1943 in Chemnitz; † 18. Mai 2020 in Berlin) war ein deutscher Schriftsteller.

## Leben

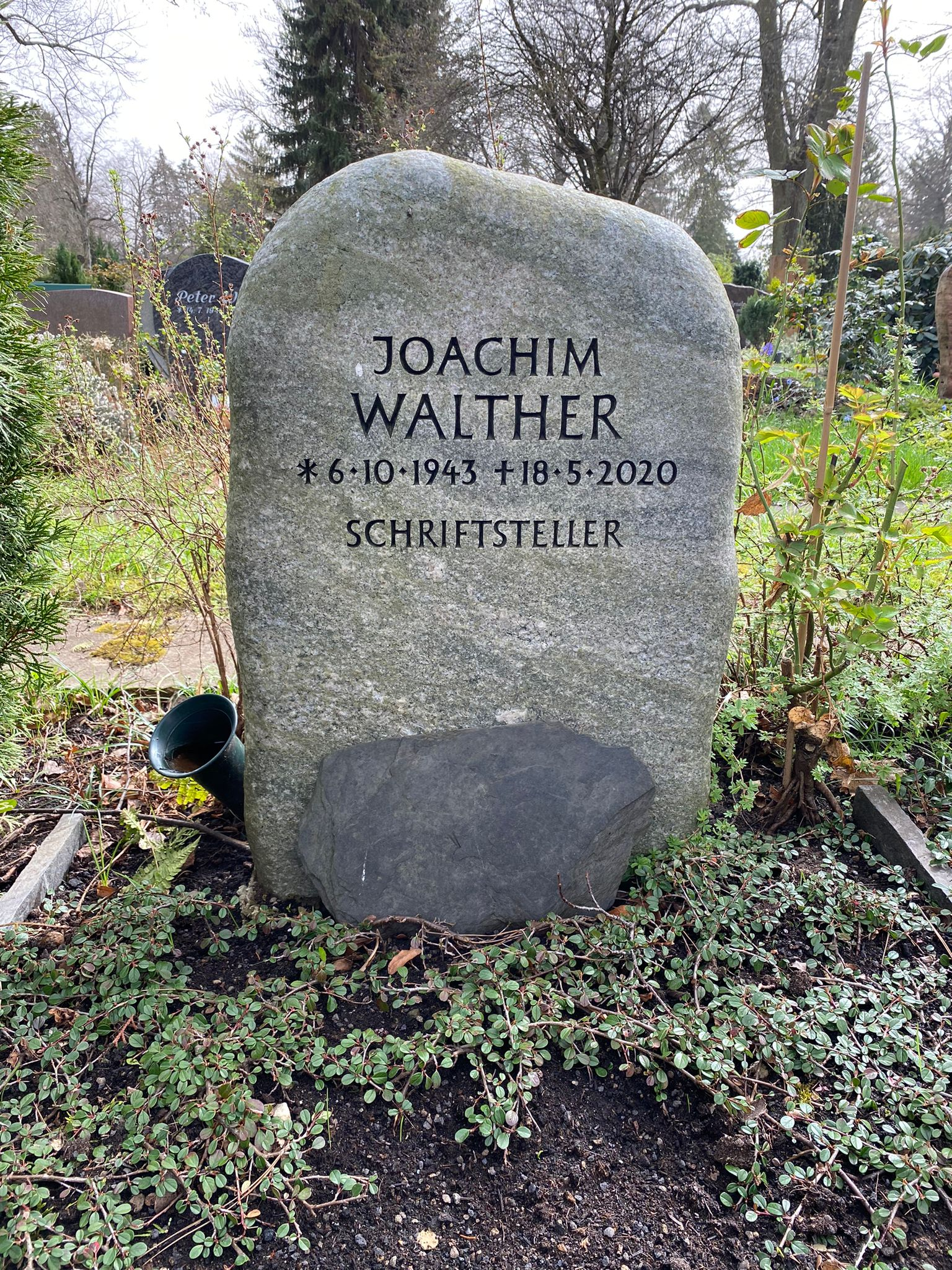
Grabstätte auf dem Luther-Friedhof

Joachim Walther war der Sohn einer Säuglingsschwester und eines Beamten. Er besuchte die Oberschule in Karl-Marx-Stadt und legte dort 1962 sein Abitur ab. Anschließend arbeitete er ein Jahr lang als Schlosser und Bühnenarbeiter. Von 1963 bis 1967 studierte er Literaturwissenschaft und Kunstgeschichte an der Humboldt-Universität zu Berlin. Nach einer einjährigen Tätigkeit als Lehrer für Deutsch und Kunsterziehung ging er 1968 zum Buchverlag Der Morgen, wo er als Lektor und Herausgeber tätig war. Daneben verfasste er Beiträge für die Weltbühne.
1974/1975 hielt er sich studienhalber in Warschau auf. Von 1976 bis zur Ablösung der gesamten Redaktion aus politischen Gründen 1978 war er Redakteur der Literaturzeitschrift Temperamente. Ab 1983 war Walther freier Schriftsteller; 1984 zog er sich aus Enttäuschung über die Entwicklung der Zustände in der DDR in die mecklenburgische Provinz zurück. 1989 kehrte er nach Berlin zurück und war 1990 letzter stellvertretender Vorsitzender des DDR-Schriftstellerverbandes, für dessen Erneuerung er sich einsetzte.
Walther verfasste Romane, Erzählungen, Kinderbücher und Hörspiele. Früh zeigte er in seinen Werken Widersprüche in der DDR-Gesellschaft auf, die von ihm immer mehr als Pervertierung sozialistischer Ideale angesehen wurde. Dabei griff er häufig zu den Mitteln der Satire und Polemik. Nach der Wende von 1989 war eines seiner Hauptanliegen die Dokumentation des unheilvollen Einflusses der SED-Politik auf die DDR-Literatur und die Aufdeckung der Praktiken, mit deren Hilfe das Ministerium für Staatssicherheit den DDR-Literaturbetrieb überwacht hatte. Walthers Buch Sicherungsbereich Literatur (1996) ist ein Standardwerk zu diesem Thema.
2001 initiierte er zusammen mit Ines Geipel das Projekt eines „Archivs unterdrückter Literatur in der DDR“. Gemeinsam sammelten sie hier in der DDR entstandene, dort aber nicht veröffentlichte Texte, aus denen sie dann die zehnbändige Reihe „Die Verschwiegene Bibliothek“ in der Edition Büchergilde herausgaben. Dafür wurden sie 2011 mit dem Antiquaria-Preis für Buchkultur ausgezeichnet.
Walther war seit 1972 Mitglied des Schriftstellerverbandes der DDR, seit 1990 des Verbandes Deutscher Schriftsteller und seit 1991 des PEN-Zentrums der Bundesrepublik Deutschland. Von 1997 bis 2002 war er Vorsitzender des Autorenkreises der Bundesrepublik. Er starb im Mai 2020 im Alter von 76 Jahren. Beigesetzt wurde er auf dem Luther-Friedhof (Grablage L-UR-023).

## Auszeichnungen
- 1981: Preis des Internationalen Hörspieltreffens im Burgenland
- 1991: Hörspielpreis des Funkhauses Berlin
- 1996: Goldenes Kabel
- 2008: Hohenschönhausen-Preis des Fördervereins der Gedenkstätte Berlin-Hohenschönhausen
- 2011: Antiquaria-Preis für Buchkultur

## Werke
- Sechs Tage Sylvester. Mit Illustrationen von Holm Heinke. Berlin 1970, DNB 458571431; 2. Auflage, 1972, DNB 576874604.
- Zwischen zwei Nächten. Roman (= NL-Podium). Verlag Neues Leben, Berlin 1972, DNB 730252337; 3. Auflage, 1979.
- Meinetwegen Schmetterlinge. Gespräche mit Schriftstellern. Buchverlag Der Morgen. Berlin 1973, DNB 740089668.
- Das Verführerbüchlein. Eulenspiegel-Verlag, Berlin 1974, DNB 750095660; 6. Auflage, 1987, ISBN 3-359-00156-7.
- Ich bin nun mal kein Yogi. Verlag Neues Leben, Berlin 1975, DNB 750483237; 5. Auflage, 1985, DNB 860155935; diverse Lizenzausgaben in der Bundesrepublik Deutschland, Vorlage für den Film Und nächstes Jahr am Balaton.
- Stadtlandschaft mit Freunden. Geschichten und Miniaturen. Verlag Neues Leben, Berlin 1978, DNB 780351789; 2. Auflage, 1980, DNB 800397487.
- Ein Dorf auf dieser Erde. Randbewohner. Infarkt. Hörspiele. Henschelverlag Kunst und Gesellschaft, Berlin 1979, DNB 790214989.
- Ruhe bewahren. Erzählungen. Verlag Autoren-Edition im Athenäum-Verlag, Königstein/Ts. 1979, ISBN 3-7610-0546-6; Lizenzausgabe des Verlages Neues Leben, Berlin.
- Bewerbung bei Hofe. Historischer Roman. Verlag Neues Leben, Berlin 1982, DNB 821018914; 6. Auflage, 1989, ISBN 3-355-00282-8.
- Doppelkopf. Hörspiele. Henschelverlag Kunst und Gesellschaft, Berlin 1985, DNB 850755557.
- Mit der Schere zum Mond (= Minibuch. Band 31). Mit Illustrationen von Peter Bauer. Kinderbuchverlag, Berlin 1986, ISBN 3-358-00677-8; 2. Auflage 1989.
- Riesling & Zwerglinde. Eine Bilderbuchgeschichte. Mit Illustrationen von Karl-Heinz Appelmann. Berlin 1986, DNB 870548190; (4. Auflage), Eulenspiegel-Kinderbuchverlag, Berlin 2016, ISBN 978-3-359-02311-1.
- Zwischen den Stühlen. Erzählungen. Freese, Berlin 1987, ISBN 3-88942-006-0.
- Coka. Eine Guten-Morgen-Geschichte. Mit Illustrationen von Peter Bauer. Kinderbuchverlag, Berlin 1988, ISBN 3-358-00343-4.
- Heldenleben. Von grossen Männern und ihren Ruhmestaten. Mit Illustrationen von Peter Muzeniek. Eulenspiegel-Verlag, Berlin 1988, ISBN 3-354-00226-1, DNB 881008451.
- Pechkönig Till. Mit Illustrationen von Danuta Griese. Altberliner Verlag, Berlin 1989, ISBN 3-357-00251-5.
- Risse im Eis. Roman. Galgenberg, Hamburg 1989, ISBN 3-925387-56-0; Hinstorff, Rostock 1990, ISBN 3-356-00304-6.
- Candide oder Überleben lernen. Stück nach Voltaire (= henschel schauspiel). Henschel, Berlin 1990, OCLC 915756063.
- Kuddelmuddelkunterbunt und Außerüberordentlich (= ABC, ich kann lesen). Mit Illustrationen von Christa Unzer-Fischer. Kinderbuchverlag, Berlin 1992, ISBN 3-358-02047-9; 1996 (Ausgabe nach der neuen Rechtschreibung).
- Staatssicherheit und Schriftsteller. Bericht zum Forschungsprojekt (= Deutschland. Der Bundesbeauftragte für die Unterlagen des Staatssicherheitsdienstes der ehemaligen Deutschen Demokratischen Republik: BF informiert. 1993,2). Zusammen mit Gesine von Prittwitz. Der Bundesbeauftragte für die Unterlagen des Staatssicherheitsdienstes der ehem. Dt. Demokratischen Republik, Abteilung Bildung und Forschung, Bonn 1993, DNB 940344580.
- Verlassenes Ufer. Prosa. Forum Verlag, Leipzig 1994, ISBN 3-86151-052-9.
- Sicherungsbereich Literatur. Schriftsteller und Staatssicherheit in der Deutschen Demokratischen Republik. Ch. Links, Berlin 1996, ISBN 3-86153-121-6.
- Landschaften in Mecklenburg-Vorpommern. Mit Fotos von Thomas Grundner. Hinstorff, Rostock 2003, ISBN 3-356-01002-6.
- Der fünfte Zensor: Unterdrückte Literatur in der DDR. In: Claudius Rosenthal (Hrsg.): Zensur. Konrad-Adenauer-Stiftung e. V. 2003, ISBN 3-933714-90-7, S. 77.
- Himmelsbrück. Roman. Mitteldeutscher Verlag, Halle 2009, ISBN 978-3-89812-602-1.
- Joachim Walther: Schreiben außerhalb des Kanons oder Die Verteidigung der geistigen Autonomie. In: Hans Jörg Schmidt, Petra Tallafuss (Hrsg.): Totalitarismus und Literatur: deutsche Literatur im 20. Jahrhundert: literarische Öffentlichkeit im Spannungsfeld totalitärer Meinungsbildung (= Schriften des Hannah-Arendt-Instituts für Totalitarismusforschung. Band 33). Vandenhook & Ruprecht, Göttingen 2007, ISBN 978-3-525-36909-8, S. 161–172 (über das Archiv unterdrückter Literatur in der DDR).
- mit Ines Geipel: Gesperrte Ablage. Unterdrückte Literaturgeschichte in Ostdeutschland 1945–1989. Lilienfeld Verlag, Düsseldorf 2015, ISBN 978-3-940357-50-2.

Herausgeberschaft:
- Landung auf Paradies-Ort. Liebesgeschichten. Buchverlag Der Morgen, Berlin 1971, DNB 457350946.
- Die Anti-Geisterbahn. Geschichten, heiter, komisch, skurril, phantastisch. Ill. von Frank Leuchte; Buchverlag Der Morgen, Berlin 1973, DNB 730396541.
- Neun-Tage-Buch. Die X. Weltfestspiele in Berlin. Erlebnisse, Berichte, Dokumente. Verlag Neues Leben, Berlin 1974 (zusammen mit Gisela Steineckert; Thomas Billhardt (Fotogr.), Achim Kollwitz (Gestalter)), DNB 740538241.
- Die Rettung des Saragossameeres. Märchen. Buchverlag Der Morgen, Berlin 1976 (zusammen mit Manfred Wolter), DNB 770012280.
- Mir scheint der Kerl lasiert. Dichter über Maler. Mit Fotografien von Christian Borchert. Buchverlag Der Morgen, Berlin 1978, DNB 790160110; 2. Auflage DNB 203067304.
- Vom Geschmack der Wörter. Miniaturen. Mit Miniaturen v. Waltraut Fischer. Buchverlag Der Morgen, Berlin 1980, DNB 810078597; 2., veränderte Auflage 1983, DNB 204404649; 3., veränderte Auflage 1987, ISBN 3-371-00103-2.
- Brennesselsuppe und Hiatiti. Erzählte Kindheit. Buchverlag Der Morgen, Berlin 1983, DNB 840496486 (Nachwort von Joachim Walter).
- Der Traum aller Träume. Utopien von Platon bis Morris. Verlag Neues Leben, Berlin 1987, ISBN 3-355-00327-1 (Nachwort von Joachim Walter); 2. Auflage 1990.
- Protokoll eines Tribunals. Die Ausschlüsse aus dem DDR-Schriftstellerverband 1979. Originalausgabe. Rowohlt, Reinbek bei Hamburg 1991, ISBN 3-499-12992-2, zwei weitere Auflagen 1991.
- Die verschwiegene Bibliothek. Büchergilde Gutenberg, Frankfurt am Main 2005–2009 (Reihe zusammen mit Ines Geipel).[4]

## Hörspiele
- 1974: Randbewohner – Regie: Werner Grunow (Rundfunk der DDR)
- 1980: Bewerbung bei Hofe – Regie: Fritz Göhler (Rundfunk der DDR)
- 1982: Candide oder Hoffen lernen – Regie: Manfred Marchfelder (RIAS Berlin/SDR)
- 1983: Wachsende Entfernung – Regie: Fritz Göhler (Rundfunk der DDR)